# Западное озеро (Ивановская область)
Западное (Крапивновское) — озеро в Савинском районе Ивановской области России. Площадь озера — 0,52 км² (по другим данным — 0,29 км²).
Озеро лежит к юго-западу от деревень Крапивново и Заозерье в междуречье Яхранки (приток Подоксы) и Тальши. Расположено на высоте 113,7 метра над уровнем моря. Размеры озера — 1,04 на 0,75 км, длина береговой линии — 2,8 км. Наибольшая глубина — 2,9, средняя — 1,8 метра. Озеро окружено сосновыми лесами (зеленомошниками и брусничниками), западный и восточный берега заболочены. Со стороны Крапивново к озеру подходит грунтовая дорога; на северном берегу — Заозерье. Дно озера покрыто сапропелем.

## Флора
В состав флоры озера и его окрестностей входят редкие охраняемые виды: прострел раскрытый (включен в Приложение 1 Бернской конвенции), полушник щетинолистный (включён в Красную книгу России), 4 вида из региональной Красной книги, в том числе полушник озерный и ежеголовник злаковидный. Полушник озерный обитает на глубине 50-150 см вдоль восточного, южного и западного берегов, образует подводные луга общей площадью 0,5 га. Для популяции ежеголовника характерно расположение на глубинах от 1-2 м до 2,2 м и формирование сплошной заросли площадью 15,3 га.
В окрестностях озера в зеленомошных и мертвопокровных сосняках найдена крупная популяция зимолюбки зонтичной. Она представлена примерно 220—230 небольшими группами площадью от 0,5 до 20 м².